# Maldita la hora
Maldita la hora fue un programa español de televisión, emitido por Antena 3 en 2001. Fue presentado por el periodista Máximo Pradera, en la que fue su primera experiencia televisiva tras su marcha del programa Lo + plus, en el que había permanecido más de cinco años. 

## Formato
Programa que responde a los parámetros del género denominado late night, fue la gran apuesta de la cadena Antena 3 en el inicio de la temporada 2001-2002 para competir con el espacio Crónicas Marcianas que emitía Telecinco, la cadena rival, y que se mantenía, año tras año, imbatible en las audiencias.
En el programa se alternaban entrevistas, actuaciones musicales, sketches humorísticos, repaso a la actualidad y crónica rosa. Todo ello, bajo el hilo conductor del corrosivo sentido del humor del presentador, con la colaboración del humorista Dani Delacámara.
En este programa, también se contaba a diario con la colaboración del comunicador y presentador de Cadena 100, Carlos Moreno El Pulpo, que alcanzó en varios días el minuto de oro, superando incluso a su más directo competidor, Crónicas Marcianas.
El Pulpo aceptaba los retos de los espectadores para montar el pollo, de ahí el nombre de una de sus secciones, "El Pulpo te monta el Pollo", y comenzó así su primer día, infiltrándose en el mismísimo plató de Crónicas Marcianas y consiguiendo un saludo de Javier Sardá y "La Bruja Lola".

## Invitados
Entre los invitados que acudieron al plató durante las pocas semanas de emisión del espacio se incluyen Víctor Manuel, Ana Belén, Pep Guardiola, Arturo Fernández, Francis Lorenzo, Joaquín Sabina, Carlos Herrera, Pepón Nieto y Javier Gurruchaga.

## Audiencias
En su estreno, el programa cosechó una audiencia de 1'3 millones de espectadores (18% de cuota de pantalla), casi la mitad que su más directo competidor Crónicas Marcianas, con 2'6 millones y 36'8% de cuota de pantalla.
Las audiencias no remontaron en ulteriores emisiones, y tras dos semanas en pantalla (una media de 11% de share), Maldita la hora se despedía el 4 de octubre, si bien en un primer momento, los responsables de la cadena anunciaron una posible reconversión en formato semanal, que no llegó a materializarse.